# سابینو پارا
سابینو پارا (انگلیسی: Sabino؛ زادهٔ ۱۴ فوریهٔ ۱۹۷۸) بازیکن سابق و مربی فوتبال اهل اسپانیا است که آخرین بار سرمربی لا استرلا بود.